# Alla Kudryavtseva
Pour les articles homonymes, voir Koudriavtsev.
Alla Aleksandrovna Koudriavtseva (en russe : Алла Александровна Кудрявцева, transcription anglaise : Alla Kudryavtseva), née le 3 novembre 1987 à Moscou, est une joueuse de tennis russe, professionnelle de 2005 à 2021.
Sa surface de prédilection est le dur.
Elle a remporté un titre WTA en simple et neuf tournois en double dames.

## Palmarès

### Titre en simple dames
| No | Date       | Nom et lieu du tournoi  | Catégorie | Dotation  | Surface    | Finaliste     | Score    |          |
| -- | ---------- | ----------------------- | --------- | --------- | ---------- | ------------- | -------- | -------- |
| 1  | 20-09-2010 | Tashkent Open, Tachkent | Intern'l  | 220 000 $ | Dur (ext.) | Elena Vesnina | 6-4, 6-4 | Parcours |

### Finale en simple dames
| No | Date       | Nom et lieu du tournoi        | Catégorie | Dotation  | Surface    | Vainqueure        | Score    |          |
| -- | ---------- | ----------------------------- | --------- | --------- | ---------- | ----------------- | -------- | -------- |
| 1  | 13-09-2010 | International Open, Guangzhou | Intern'l  | 220 000 $ | Dur (ext.) | Jarmila Gajdošová | 6-1, 6-4 | Parcours |

### Titres en double dames
| No | Date       | Nom et lieu du tournoi          | Catégorie | Dotation    | Surface         | Partenaire          | Finalistes                            | Score             |          |
| -- | ---------- | ------------------------------- | --------- | ----------- | --------------- | ------------------- | ------------------------------------- | ----------------- | -------- |
| 1  | 17-09-2007 | Sunfeast Open Calcutta          | Tier III  | 175 000 $   | Dur (int.)      | Vania King          | Alberta Brianti Mariya Koryttseva     | 6-1, 6-4          | Parcours |
| 2  | 13-06-2010 | Unicef Open Bois-le-Duc         | Intern'l  | 220 000 $   | Gazon (ext.)    | Anastasia Rodionova | Vania King Yaroslava Shvedova         | 3-6, 6-3, [10-6]  | Parcours |
| 3  | 14-02-2011 | Cellular South Cup Memphis      | Intern'l  | 220 000 $   | Dur (int.)      | Olga Govortsova     | Andrea Hlaváčková Lucie Hradecká      | 6-3, 4-6, [10-8]  | Parcours |
| 4  | 06-06-2011 | Aegon Classic Birmingham        | Intern'l  | 220 000 $   | Gazon (ext.)    | Olga Govortsova     | Sara Errani Roberta Vinci             | 1-6, 6-1, [10-5]  | Parcours |
| 5  | 09-09-2013 | Challenge Bell Québec           | Intern'l  | 235 000 $   | Moquette (int.) | Anastasia Rodionova | Andrea Hlaváčková Lucie Hradecká      | 6-4, 6-3          | Parcours |
| 6  | 29-12-2013 | Brisbane International Brisbane | Premier   | 1 000 000 $ | Dur (ext.)      | Anastasia Rodionova | Kristina Mladenovic Galina Voskoboeva | 6-3, 6-1          | Parcours |
| 7  | 17-02-2014 | Tennis Championships Dubaï      | Premier   | 2 000 000 $ | Dur (ext.)      | Anastasia Rodionova | Raquel Kops-Jones Abigail Spears      | 6-2, 5-7, [10-8]  | Parcours |
| 8  | 06-10-2014 | Tianjin Open Tianjin            | Intern'l  | 250 000 $   | Dur (ext.)      | Anastasia Rodionova | Sorana Cîrstea Andreja Klepač         | 6-76, 6-2, [10-8] | Parcours |
| 9  | 02-04-2018 | Volvo Car Open Charleston       | Premier   | 800 000 $   | Terre (ext.)    | Katarina Srebotnik  | Andreja Klepač María José Martínez    | 6-3, 6-3          | Parcours |

### Finales en double dames
| No | Date       | Nom et lieu du tournoi                         | Catégorie | Dotation    | Surface         | Vainqueures                         | Partenaire               | Score             |          |
| -- | ---------- | ---------------------------------------------- | --------- | ----------- | --------------- | ----------------------------------- | ------------------------ | ----------------- | -------- |
| 1  | 12-02-2007 | Sony Ericsson Int'l Bangalore                  | Tier III  | 175 000 $   | Dur (ext.)      | Chan Yung-jan Chuang Chia-jung      | Hsieh Su-wei             | 6-74, 6-2, [11-9] | Parcours |
| 2  | 07-07-2008 | Internazionali Femminili Palerme               | Tier IV   | 145 000 $   | Terre (ext.)    | Sara Errani Nuria Llagostera Vives  | Anastasia Pavlyuchenkova | 2-6, 7-61, [10-4] | Parcours |
| 3  | 03-10-2009 | China Open Pékin                               | PREMIER*  | 4 500 000 $ | Dur (ext.)      | Hsieh Su-wei Peng Shuai             | Ekaterina Makarova       | 6-3, 6-1          | Parcours |
| 4  | 17-05-2010 | Internationaux de Strasbourg Strasbourg        | Intern'l  | 220 000 $   | Terre (ext.)    | Alizé Cornet Vania King             | Anastasia Rodionova      | 3-6, 6-4, [10-7]  | Parcours |
| 5  | 25-07-2011 | Citi Open College Park                         | Intern'l  | 220 000 $   | Dur (ext.)      | Sania Mirza Yaroslava Shvedova      | Olga Govortsova          | 6-3, 6-3          | Parcours |
| 6  | 14-10-2013 | Kremlin Cup Moscou                             | Premier   | 795 707 $   | Dur (int.)      | Svetlana Kuznetsova Samantha Stosur | Anastasia Rodionova      | 6-1, 1-6, [10-8]  | Parcours |
| 7  | 27-01-2014 | PTT Pattaya Open Pattaya                       | Intern'l  | 250 000 $   | Dur (ext.)      | Peng Shuai Zhang Shuai              | Anastasia Rodionova      | 3-6, 7-65, [10-6] | Parcours |
| 8  | 13-06-2016 | Aegon Classic Birmingham Birmingham            | Premier   | 846 000 $   | Gazon (ext.)    | Karolína Plíšková Barbora Strýcová  | Vania King               | 6-3, 7-61         | Parcours |
| 9  | 12-09-2016 | Coupe Banque Nationale Québec                  | Intern'l  | 250 000 $   | Moquette (int.) | Andrea Hlaváčková Lucie Hradecká    | Alexandra Panova         | 7-62, 7-62        | Parcours |
| 10 | 24-07-2017 | Jiangxi Open Nanchang                          | Intern'l  | 250 000 $   | Dur (ext.)      | Jiang Xinyu Tang Qianhui            | Arina Rodionova          | 6-3, 6-2          | Parcours |
| 11 | 29-01-2018 | St. Petersburg Ladies Trophy Saint-Pétersbourg | Premier   | 799 000 $   | Dur (int.)      | Timea Bacsinszky Vera Zvonareva     | Katarina Srebotnik       | 2-6, 6-1, [10-3]  | Parcours |

## Parcours en Grand Chelem

### En simple dames
| Année | Open d'Australie | Open d'Australie    | Internationaux de France | Internationaux de France | Wimbledon       | Wimbledon        | US Open         | US Open           |
| ----- | ---------------- | ------------------- | ------------------------ | ------------------------ | --------------- | ---------------- | --------------- | ----------------- |
| 2007  | 2e tour (1/32)   | Martina Hingis      | 3e tour (1/16)           | Maria Sharapova          | 1er tour (1/64) | Venus Williams   | 1er tour (1/64) | Nicole Vaidišová  |
| 2008  | 1er tour (1/64)  | Alona Bondarenko    | 1er tour (1/64)          | Ai Sugiyama              | 4e tour (1/8)   | Nadia Petrova    | 1er tour (1/64) | Chan Yung-jan     |
| 2009  | 1er tour (1/64)  | Dinara Safina       | 2e tour (1/32)           | Iveta Benešová           | 1er tour (1/64) | Elena Dementieva | 1er tour (1/64) | Alona Bondarenko  |
| 2010  | 2e tour (1/32)   | Agnieszka Radwańska | 1er tour (1/64)          | Caroline Wozniacki       | 2e tour (1/32)  | Alisa Kleybanova | 1er tour (1/64) | Yanina Wickmayer  |
| 2011  | 1er tour (1/64)  | Jelena Janković     | 1er tour (1/64)          | Simona Halep             | 1er tour (1/64) | Li Na            | 3e tour (1/16)  | Angelique Kerber  |
| 2012  | 1er tour (1/64)  | Pauline Parmentier  | -                        | -                        | -               | -                | 1er tour (1/64) | S. Soler Espinosa |
| 2013  | -                | -                   | -                        | -                        | -               | -                | -               | -                 |
| 2014  | 2e tour (1/32)   | Angelique Kerber    | -                        | -                        | 1er tour (1/64) | Barbora Strýcová | 2e tour (1/32)  | Angelique Kerber  |
| 2015  | 1er tour (1/64)  | Johanna Larsson     | -                        | -                        | -               | -                | -               | -                 |

À droite du résultat, l'ultime adversaire.

### En double dames
| Année | Open d'Australie              | Open d'Australie            | Internationaux de France       | Internationaux de France     | Wimbledon                     | Wimbledon                        | US Open                       | US Open                         |
| ----- | ----------------------------- | --------------------------- | ------------------------------ | ---------------------------- | ----------------------------- | -------------------------------- | ----------------------------- | ------------------------------- |
| 2007  | 2e tour (1/16) Elena Bovina   | Sun Shengnan Sun Tiantian   | 2e tour (1/16) Emma Laine      | M. Krajicek A. Radwańska     | 1er tour (1/32) Hsieh Su-wei  | V. Azarenka Chakvetadze          | 1er tour (1/32) Hsieh Su-wei  | T. Poutchek T. Tanasugarn       |
| 2008  | 2e tour (1/16) Hsieh Su-wei   | N. Vaidišová B. Z. Strýcová | 1er tour (1/32) M. Müller      | Yan Zi Zheng Jie             | 3e tour (1/8) Vania King      | Cara Black Liezel Huber          | 1er tour (1/32) Vania King    | A.-L. Grönefeld P. Schnyder     |
| 2009  | 2e tour (1/16) E. Makarova    | C. Dellacqua F. Schiavone   | 1er tour (1/32) Amanmuradova   | L. Domínguez Sara Errani     | 3e tour (1/8) M. Niculescu    | Anabel Medina V. Ruano           | 3e tour (1/8) O. Govortsova   | Cara Black Liezel Huber         |
| 2010  | 2e tour (1/16) E. Makarova    | Chan Yung-jan M. Niculescu  | 3e tour (1/8) O. Govortsova    | N. Llagostera M. J. Martínez | 3e tour (1/8) Hsieh Su-wei    | Liezel Huber B. Mattek           | 2e tour (1/16) Darya Kustova  | Cara Black An. Rodionova        |
| 2011  | 3e tour (1/8) O. Govortsova   | Gisela Dulko F. Pennetta    | 2e tour (1/16) Jasmin Wöhr     | A. Hlaváčková L. Hradecká    | 2e tour (1/16) O. Govortsova  | A. Kerber C. McHale              | 3e tour (1/8) E. Makarova     | D. Hantuchová A. Radwańska      |
| 2012  | 1/4 de finale E. Makarova     | Sara Errani Roberta Vinci   | 1er tour (1/32) Klaudia Jans   | N. Llagostera M. J. Martínez | 1er tour (1/32) S. Stephens   | B. Mattek Sania Mirza            | 1er tour (1/32) O. Govortsova | J. Gajdošová A. Rosolska        |
| 2013  | 1er tour (1/32) Shahar Peer   | Darija Jurak K. Marosi      | 3e tour (1/8) An. Rodionova    | V. Lepchenko Zheng Saisai    | 1er tour (1/32) An. Rodionova | A. Hlaváčková L. Hradecká        | 2e tour (1/16) An. Rodionova  | Sara Errani Roberta Vinci       |
| 2014  | 1er tour (1/32) An. Rodionova | J. Gajdošová Tomljanović    | 1er tour (1/32) An. Rodionova  | A. Klepač M. T. Torró        | 1/4 de finale An. Rodionova   | Tímea Babos K. Mladenovic        | 3e tour (1/8) An. Rodionova   | Květa Peschke K. Srebotnik      |
| 2015  | 3e tour (1/8) Pavlyuchenkova  | Raquel Kops A. Spears       | 2e tour (1/16) Pavlyuchenkova  | B. Bencic K. Siniaková       | 3e tour (1/8) Pavlyuchenkova  | Cara Black Lisa Raymond          | 1/4 de finale Pavlyuchenkova  | C. Dellacqua Y. Shvedova        |
| 2016  | 1/4 de finale Vania King      | Julia Görges Ka. Plíšková   | 1er tour (1/32) Vania King     | M. Gasparyan S. Kuznetsova   | 2e tour (1/16) Vania King     | C. McHale J. Ostapenko           | 3e tour (1/8) Sabine Lisicki  | Andreja Klepač K. Srebotnik     |
| 2017  | -                             | -                           | 2e tour (1/16) A. Panova       | E. Makarova E. Vesnina       | 1er tour (1/32) A. Panova     | Lesley Kerkhove Lidziya Marozava | 2e tour (1/16) Zheng Saisai   | Lucie Šafářová Barbora Strýcová |
| 2018  | 2e tour (1/16) M. Krajicek    | Chan Hao-ching K. Srebotnik | 1er tour (1/32) V. Kudermetova | Kiki Bertens J. Larsson      | 1er tour (1/32) L. Kichenok   | B. Mattek-Sands Lucie Šafářová   | —                             | —                               |
| 2019  | —                             | —                           | —                              | —                            | —                             | —                                | —                             | —                               |
| 2020  | —                             | —                           |                                |                              | Annulé                        | Annulé                           | 2e tour (1/8) Kalashnikova    | Peschke Schuurs                 |

N.B. : le nom de la partenaire se trouve sous le résultat ; le nom des ultimes adversaires se trouve à droite.

### En double mixte
| Année | Open d'Australie                 | Open d'Australie          | Internationaux de France      | Internationaux de France    | Wimbledon                        | Wimbledon                  | US Open                        | US Open                     |
| ----- | -------------------------------- | ------------------------- | ----------------------------- | --------------------------- | -------------------------------- | -------------------------- | ------------------------------ | --------------------------- |
| 2010  | —                                | —                         | —                             | —                           | 1er tour (1/32) A.-U.-H. Qureshi | L. Davenport Bob Bryan     | —                              | —                           |
| 2011  | —                                | —                         | 1er tour (1/16) J.-J. Rojer   | Anabel Medina Marc López    | 2e tour (1/16) E. Schwank        | R. Voráčová Martin Damm    | —                              | —                           |
| 2012  | —                                | —                         | 1er tour (1/16) Filip Polášek | S. Foretz Roger-Vasselin    | 1/4 de finale Paul Hanley        | Elena Vesnina Leander Paes | —                              | —                           |
| 2013  | —                                | —                         | —                             | —                           | —                                | —                          | —                              | —                           |
| 2014  | —                                | —                         | 1er tour (1/16) Treat Huey    | Cara Black Robert Farah     | 1er tour (1/32) H. Kontinen      | Kalashnikova C. Guccione   | 2e tour (1/8) A.-U.-H. Qureshi | Cara Black Leander Paes     |
| 2015  | 1er tour (1/16) A.-U.-H. Qureshi | D. Gavrilova Luke Saville | 1er tour (1/16) J. S. Cabal   | M. Hingis Leander Paes      | 1er tour (1/32) M. Bhupathi      | M. Brengle N. Monroe       | 2e tour (1/8) A. Peya          | Chan Yung-jan Rohan Bopanna |
| 2016  | 2e tour (1/8) R. Lindstedt       | A. Klepač Treat Huey      | 2e tour (1/8) R. Bopanna      | Chan Hao-ching Jamie Murray | 1/4 de finale Scott Lipsky       | H. Watson H. Kontinen      | 2e tour (1/8) Scott Lipsky     | Chan Yung-jan N. Zimonjić   |
| 2017  | —                                | —                         | 1er tour (1/16) Daniel Nestor | Chan Hao-ching J.-J. Rojer  | 1er tour (1/32) Scott Lipsky     | Sabine Lisicki John Peers  | —                              | —                           |
| 2018  | —                                | —                         | 1/8 de finale N. Mektić       | A-L. Grönefeld Robert Farah |                                  |                            |                                |                             |

N.B. : le nom du partenaire se trouve sous le résultat ; le nom des ultimes adversaires se trouve à droite.

## Parcours en «Premier Mandatory» et «Premier 5»
Découlant d'une réforme du circuit WTA inaugurée en 2009, les tournois WTA « Premier Mandatory » et « Premier 5 » constituent les catégories d'épreuves les plus prestigieuses, après les quatre levées du Grand Chelem.

### En simple dames
| Année |              | Premier Mandatory           | Premier Mandatory           | Premier Mandatory | Premier Mandatory          |       | Premier 5 | Premier 5                  | Premier 5                      | Premier 5                    | Premier 5                   | Premier 5 | Premier 5 |
| Année | Indian Wells | Miami                       | Madrid                      | Pékin             |                            | Dubaï | Rome      | Canada                     | Cincinnati                     |                              | Tokyo                       |           |           |
| Année | Indian Wells | Miami                       | Madrid                      | Pékin             |                            | Doha  | Rome      | Canada                     | Cincinnati                     |                              | Wuhan                       |           |           |
| Année | Indian Wells | Miami                       | Madrid                      | Pékin             |                            |       | Rome      | Canada                     | Cincinnati                     |                              |                             |           |           |
| 2009  |              | 1er tour (1/64) Y. Shvedova | 2e tour (1/32) A. Medina    |                   | 1er tour (1/32) N. Petrova |       |           |                            |                                | 2e tour (1/16) A. Bondarenko |                             |           |           |
| 2010  |              |                             | 2e tour (1/32) S. Peer      |                   | 1er tour (1/32) Li N.      |       |           |                            | 1er tour (1/32) M. J. Martínez |                              | 1er tour (1/32) Y. Shvedova |           |           |
| 2011  |              | 2e tour (1/32) K. Clijsters | 1er tour (1/64) A. Yakimova |                   |                            |       |           |                            |                                |                              |                             |           |           |
| 2014  |              |                             |                             |                   |                            |       |           | 1er tour (1/32) S. Cîrstea |                                |                              |                             |           |           |
| 2015  |              | 1er tour (1/64) S. Vickery  |                             |                   |                            |       |           |                            |                                |                              |                             |           |           |
| 2016  |              |                             |                             |                   |                            |       |           |                            |                                | 2e tour (1/16) S. Kuznetsova |                             |           |           |

Sous le résultat, l’ultime adversaire.

### En double dames
N.B. : le nom de la partenaire se trouve sous le résultat ; le nom des ultimes adversaires se trouve à droite.

## Parcours aux Masters

### En double dames
| # | Date       | Nom de l'édition     | ($)       | Surface    | Résultat   | Partenaire          | Ultimes adversaires     | Score    |          |
| - | ---------- | -------------------- | --------- | ---------- | ---------- | ------------------- | ----------------------- | -------- | -------- |
| 1 | 20/10/2014 | WTA Finals Singapour | 6 500 000 | Dur (int.) | 1/2 finale | Anastasia Rodionova | Hsieh Su-wei Peng Shuai | 6-1, 6-4 | Parcours |

## Parcours en Fed Cup
| #                                                                | Date       | Lieu            | Surface    | Gagnante(s)                  | Perdante(s)                        | Score    |          |
|                                                                  |            |                 |            |                              |                                    |          |          |
| 2010 - 1/2 finale (groupe mondial) - États-Unis - Russie - 3 : 2 |            |                 |            |                              |                                    |          |          |
| 1                                                                | 24/04/2010 | Birmingham (AL) | Dur (int.) | Melanie Oudin                | Alla Kudryavtseva                  | 6-3, 6-3 | Parcours |
| 1                                                                | 24/04/2010 | Birmingham (AL) | Dur (int.) | Liezel Huber Bethanie Mattek | Elena Dementieva Alla Kudryavtseva | 6-3, 6-1 | Parcours |

## Classements WTA en fin de saison
| Année          | 2003 | 2004 | 2005 | 2006 | 2007 | 2008 | 2009 | 2010 | 2011 | 2012 | 2013 | 2014 | 2015 | 2016 | 2017 | 2018 | 2019 | 2020 |
| Rang en simple | 847  | 809  | 216  | 138  | 90   | 71   | 90   | 61   | 104  | 208  | 176  | 98   | 170  | 137  | 351  | 681  | -    | -    |
| Rang en double | -    | 346  | 210  | 115  | 56   | 49   | 33   | 41   | 39   | 73   | 31   | 18   | 29   | 25   | 71   | 54   | -    | 341  |

source : (en) Classements de Alla Kudryavtseva sur le site officiel de la Fédération internationale de tennis